# Goregrish.com
Goregrish.com — це шоковий сайт, який містить нецензуровані зображення і відео трупів, жертв нещасних випадків, передозування наркотиків, самогубств, вбивств, смертних вироків, включаючи відсікання голови, невдалі операції, некрофілію і військові злочини. Він також містить інший контент для дорослих.
Такі відео, як вбивства дніпропетровських маніяків та вбивство Цзюнь Лінь Лукою Магноттою, також знаходяться у вільному доступі на сайті.
Співробітники інтернет-форуму goregrish взяли інтерв'ю з приводу дебатів про моральність дозволу показу таких матеріалів в Інтернеті.
У 2017 році сайт був названий одним з «7 найжахливіших і найгірших сайтів в Інтернеті» за версією Inked.
Goregrish.com був заборонений у пошуковій видачі Google.de в Німеччині за рішенням Бундестагу.
Під час періоду повномасштабного вторгнення росії до України користувачі почали викладати на сайт фото знищенної воєнної техніки та мертвих солдатів з обох боків.

## Історія створення
Goregrish був заснований у червні 2008 року під іншою назвою — pwnographic.net. У 2010 році він змінив назву та домен на Goregrish.com.
Вважалося, що цей сайт був відгалуженням нині неіснуючого епатажного сайту Uncoverreality.com, який, у свою чергу, був відгалуженням неіснуючого епатажного сайту ogrish.com (пізніше названого LiveLeak.com, а тепер перенаправленого на ItemFix), причому багато колишніх користувачів обох сайтів мешкали на дошках оголошень goregrish.

### Зображення розтину Нгатикаура Нгаті
У жовтні 2011 року, коли на сайті з'явилися зображення розтину Нгатікаури Нгаті, виникла суперечка. Уповноважений у справах дітей Рассел Віллс був «шокований, коли дізнався, що зображення Нґатікаури Нґаті були використані на сайті».

### Витік даних у 2021 році
У липні 2021 року сайт став недоступним на кілька днів, і відвідувачів зустрічала сторінка 404. Коли 23 липня 2021 року сайт знову запрацював, один зі співробітників опублікував повідомлення, в якому пояснив, що перебої в роботі були спричинені DDoS-атакою. Далі він пояснив, що доступ до сервера отримала неавторизована третя сторона, і дамп даних сайту був викрадений. У повідомленні також містилася інформація про те, що на іншому домені з'явився клонований сайт «Горегріш», на який членам організації не рекомендувалося заходити через ризик фішингу з метою виманювання паролів. У пізнішій відповіді користувач D.O.A. підтвердив, що злом і клонування відбулися саме тоді, коли він заявив: «Ми попередили людей, що існує копія цього веб-сайту, якою керують хакери. Ми не зобов'язані надавати URL-адресу, якщо ви перебуваєте на goregrish, і це не goregrish.com, ви знаєте, що перебуваєте на неправильному сайті».

### 2023 відключення та перехід сайту в офлайн
Протягом 2023 року сайт зазнав численних перебоїв у роботі, які співробітники Goregrish пов'язували з низкою проблем, включаючи зовнішні хакерські атаки та атаки на відмову в обслуговуванні, скарги, подані їхньому хостинг-провайдеру через війну та інший графічний контент, а також проблеми з сервером. Останній збій розпочався на початку липня і тривав кілька тижнів.